# Дієцезія Аяччо

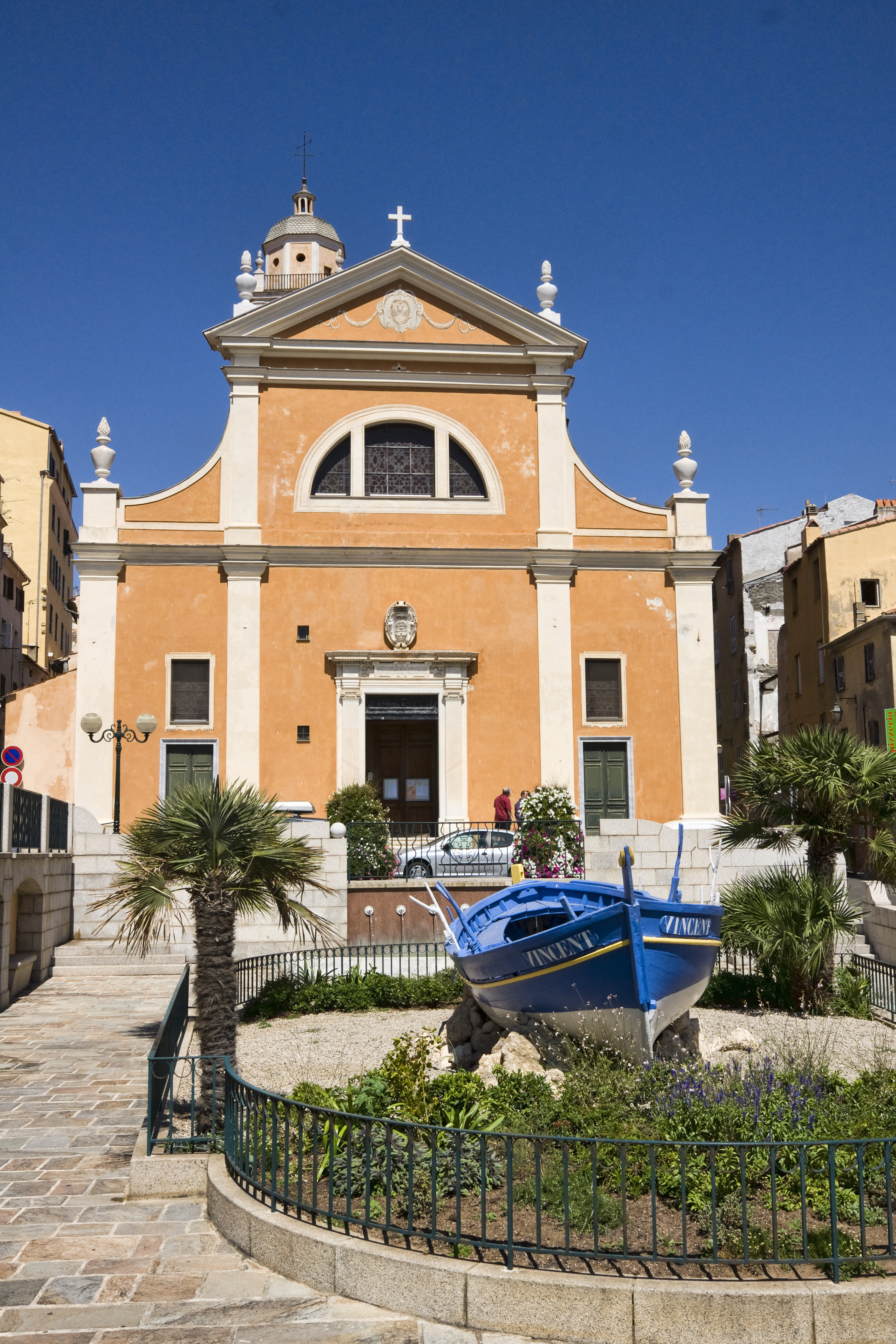
Собор Успіння Пресвятої Богородиці в Аяччо

Дієцезія Аяччо (лат. Dioecesis Adiacensis, фр. Diocèse d'Ajaccio) — католицька дієцезія під Франції. Територія дієцезії поширюється на острів Корсика. дієцезія суфраганом по відношенню до архідієцезії Марселя. Центр дієцезії — місто Аяччо.

## Історія
Дієцезія на Корсиці заснована в III столітті, як суфраган архидієцезії Пізи. Її першим єпископом був Евандер, який брав участь у соборі в Римі в 313 році.
До 1801 року на території Корсики існувало ще п'ять невеликих дієцезій, в 1801 році вони були скасовані, їх територія приєднана до дієцезії Аяччо, а сама дієцезія Аяччо була підпорядкована архідієцезії Екс-ан-Провансу. 16 грудня 2002 року у зв'язку з втратою архидієцезією Екса статусу митрополії, дієцезія Аяччо перепідпорядкована митрополії Марселя.

## Структура
Згідно зі статистикою на 2006 рік дієцезія Аяччо нараховує 434 приходи, 103 священики, 74 ченця (у тому числі 32 ієромонаха), 49 черниць і 16 постійних диякони. Число вірних — 243 тисячі осіб (близько 92% загального населення дієцезії) . Кафедральний собор дієцезії — Собор Успіння Пресвятої Богородиці. У селі Каргезе за 30 кілометрів від Аяччо проводяться служби за візантійським обрядом, значне число жителів цього села складають греки, які втекли на Корсику в 1676 році з Пелопоннеса, рятуючись від турецьких переслідувань.